# Мхитаров, Арам Филиппович
Арам Филиппович Мхитаров (1900, Карс, Кавказский край — неизвестно) — советский колхозник. Герой Социалистического Труда (1950).

## Биография
Арам Мхитаров родился в 1900 году в российском городе Карс (сейчас в Турции) в многодетной семьи. Отец был ремесленником, у Арама Филипповича было 12 братьев и сестер. Пережил геноцид армян, из 12 детей, только 3 выжило , включая Арама Филипповича. По национальности армянин.
Бежав от геноцида переехал в город Кизляр, где нанялся на работу к местному землевладельцу Маркосу. Трудился на принадлежавших ему виноградниках, впоследствии перешедших колхозам имени Шаумяна и «Победа».
Вступил в колхоз имени Шаумяна. Возглавлял звено виноградарей.в г.Кизляр  встретил свою будущую жену Анастасию Петровну. До начала Великой Отечественной войны три раза ездил с виноградом, собранным его звеном, на Всесоюзную сельскохозяйственную выставку в Москву.
Участвовал в Великой Отечественной войне. В составе армянского батальона оборонял Керчь. После тяжёлого ранения был комиссован и вернулся в Кизляр.
Несмотря на первую группу инвалидности, продолжал возглавлять звено виноградарей. В 1948 году оно получило высокий урожай, собрав с 3,3 гектара поливных виноградников в среднем 227 центнеров винограда с гектара.
12 июля 1950 года Указом Президиума Верховного Совета СССР за получение высоких урожаев винограда в 1948 году удостоен звания Героя Социалистического Труда с вручением ордена Ленина и золотой медали «Серп и Молот».
Дата смерти 1969 год.
Награждён медалями.